# Distribución geográfica de los salarios mínimos en México

## Situación Actual
Los salarios mínimos 2021 fueron establecidos por una resolución emitida por el Consejo de Representantes de la Comisión Nacional de Salarios Mínimos el 16 de diciembre de 2020 publicada en el Diario Oficial de la Federación, entrando en vigor el 1 de enero de 2021.
Para la aplicación del salario mínimo la República Mexicana se ha dividido en dos zonas geográficas: la Zona Libre de la Frontera Norte y el Resto del País.

## Situación hasta el 2015
La Distribución geográfica de los salarios mínimos en México conforme a la Ley Federal de Trabajo, está a cargo de la Comisión Nacional de los Salarios Mínimos, quien tiene la facultad de reorganizar el territorio nacional en la materia. La clasificación de las zonas geográficas a partir del 2° de enero de 2013 comprende únicamente dos zonas geográficas, la "A" y la "B" Anteriormente la clasificación dividía las zonas geográficas en tres, la "A", la "B" y la "C" ,

## Zona Libre de la Frontera NorteMXN$220.37 (2021)[3]
- Baja California: - Todos los municipios del Estado.
- Coahuila de Zaragoza:
  - Acuña
  - Guerrero
  - Hidalgo
  - Jiménez
  - Nava
  - Ocampo
  - Piedras Negras
  - Zaragoza

- Chihuahua
  - Ascensión
  - Coyame del Sotol
  - Guadalupe
  - Janos
  - Juárez
  - Manuel Benavides
  - Ojinaga
  - Práxedis G. Guerrero

- Nuevo León
  - Anáhuac

- Sonora
  - Agua Prieta
  - Altar
  - Caborca
  - Cananea
  - Naco
  - Nogales
  - Puerto Peñasco
  - San Luis Río Colorado
  - Santa Cruz
  - Sáric
  - General Plutarco Elías Calles

- Tamaulipas
  - Camargo
  - Guerrero
  - Gustavo Díaz Ordaz
  - Matamoros
  - Mier
  - Miguel Alemán
  - Nuevo Laredo
  - Reynosa
  - Río Bravo
  - Valle Hermoso

## Resto del PaísMXN$141.70 (2021)[3]
- Aguascalientes: Todos los municipios del Estado.
- Baja California Sur: Todos los municipios del Estado.
- Campeche: - Todos los municipios del Estado.
- Coahuila de Zaragoza: El resto de los municipios no comprendidos en la Zona Libre de la Frontera Norte.
- Colima: Todos los municipios del Estado.
- Chiapas: Todos los municipios del Estado.
- Chihuahua: El resto de los municipios no comprendidos en la Zona Libre de la Frontera Norte.
- Ciudad de México: Todas las alcaldías de la Ciudad.
- Durango: Todos los municipios del Estado.
- Guanajuato: - Todos los municipios del Estado.
- Guerrero: Todos los municipios del Estado.
- Hidalgo: - Todos los municipios del Estado.
- Jalisco: Todos los municipios del Estado.
- Estado de México: Todos los municipios del Estado.
- Michoacán: Todos los municipios del Estado.
- Morelos: Todos los municipios del Estado.
- Nayarit:  Todos los municipios del Estado.
- Nuevo León: El resto de los municipios no comprendidos en la Zona Libre de la Frontera Norte.
- Oaxaca:  Todos los municipios del Estado.
- Puebla:  Todos los municipios del Estado.
- Querétaro de Arteaga:  Todos los municipios del Estado.
- Quintana Roo: - Todos los municipios del Estado.
- San Luis Potosí: - Todos los municipios del Estado.
- Sinaloa: Todos los municipios del Estado.
- Sonora: El resto de los municipios no comprendidos en la Zona Libre de la Frontera Norte.
- Tabasco:  Todos los municipios del Estado.
- Tamaulipas: El resto de los municipios no comprendidos en la Zona Libre de la Frontera Norte
- Tlaxcala:  Todos los municipios del Estado.
- Veracruz de Ignacio de la Llave:  Todos los municipios del Estado
- Yucatán:  Todos los municipios del Estado.
- Zacatecas:  Todos los municipios del Estado.